# 玉环市图书馆
玉环市图书馆（原名玉环县图书馆，又称玉环图书馆）是一座位于中华人民共和国浙江省玉环市的县级公共图书馆，建立于1978年8月。旧址位于玉环市玉城街道广陵路69号，而位于玉环经济开发区南区的新馆正在建设中。截至2016年年底，玉环市图书馆总藏书量超过30万册。目前，玉环市图书馆由玉环市文化广电新闻出版局管理，是由文化和旅游部评定的国家一级图书馆。

## 历史
玉环县在中華民國大陸時期时期的图书收藏阅览工作由玉环县民众教育馆负责。1949年8月，玉环县人民文化馆接收了县民众教育馆的图书，并开设了36平方米的阅览室。1978年8月，以此阅览室为基础的玉环县图书馆成立，其建制于1985年独立。1986年3月，图书馆设立情报服务部，为玉环县内的乡镇企业、农村专业户、重点户和农村经济联合体等群体提供经济技术信息。到1988年，已与全国范围内一百余家科研机构、大专院校、图书馆形成了经常性资料交换的关系，共收集到各协作单位内部资料5780份。1993年，位于广陵路的馆舍启用。1999年10月，被中华人民共和国文化部评定为国家二级图书馆。2017年，随着玉环市的撤县设市，玉环县图书馆改名为玉环市图书馆。2017年6月28日，玉环市图书馆理事会正式成立。2018年8月13日，被文化和旅游部评定为国家一级图书馆。

## 馆舍

### 广陵路馆

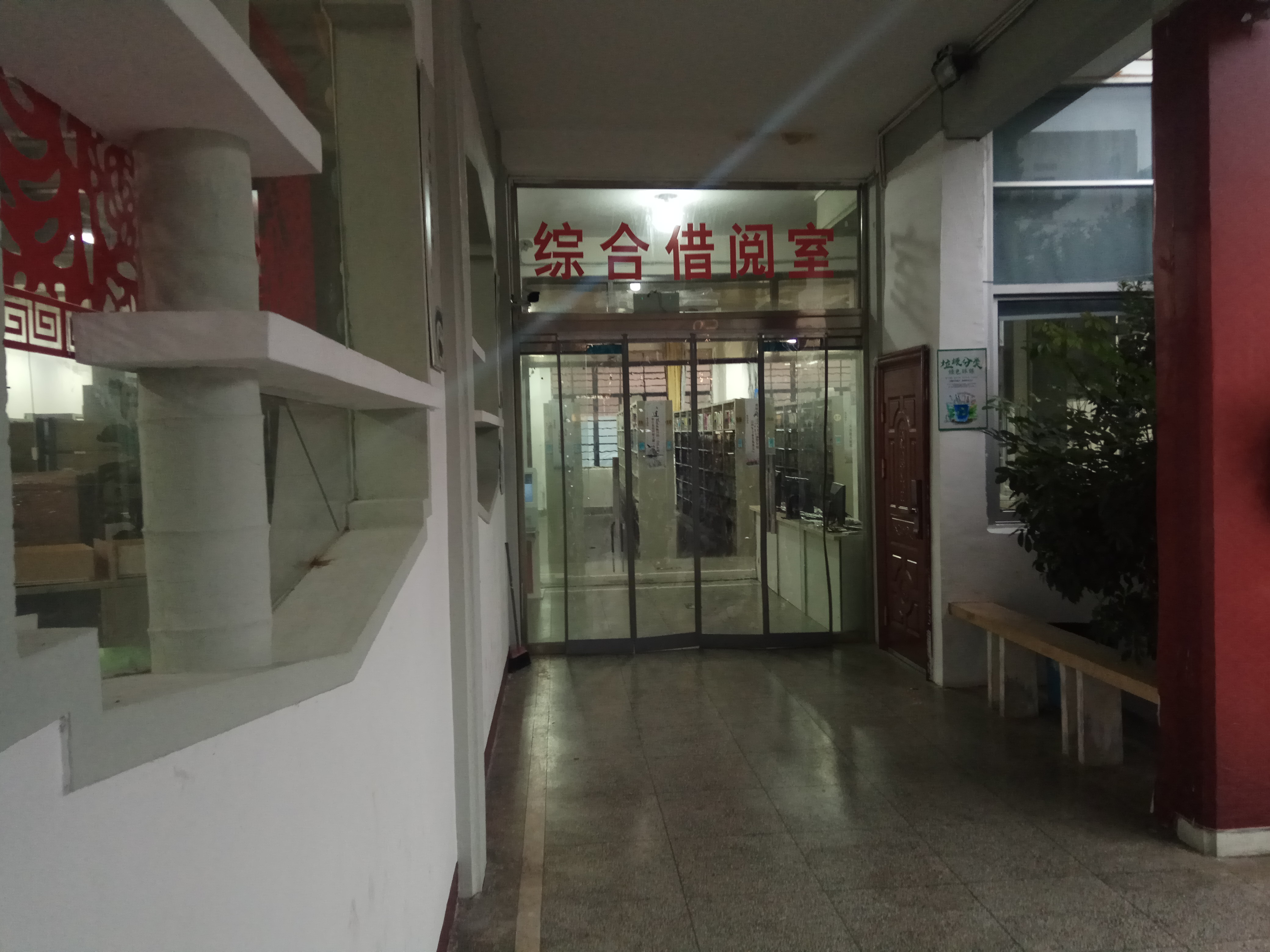
图书馆一楼综合阅览室（外借室）

位于玉城街道广陵路69号的现用馆舍建于1993年。馆内有四层，一楼设提供外借阅览服务的外借室（内设服务台）以及可进行网络查询的电子阅览室，并驻负责图书采购分类等工作的采编部；二楼设可自由取阅的报刊阅览室（内设政府信息公开查询中心，可查询政府公开信息）、开展各类培训活动的培训教室，并驻有负责技术运营的信息技术服务部，馆长、书记办公室也设在此楼；三楼北面设有为少儿读者开放的少儿阅览室，及藏有包括《四库全书》在内的工具书、地方文献、各类珍贵报纸的参考阅览室；四楼设置了藏有玉环年鉴、方志等玉环地方文献的地方文献资料部，还有党员活动室。此外，馆舍大门左侧设有音像资料借阅室，可自由进入并有偿借阅各类音像资料。馆内还设有24小时自助图书馆、廉政文化学习基地、残疾人读书基地。
| 四层   | 地方文献资料部                                     | 党员活动室                                         | 党员活动室                                         |
| 三层   | 参考阅览室                                         | 少儿阅览室                                         | 少儿阅览室                                         |
| 二层   | 培训教室                                           | 报刊阅览室 （内设政府信息公开查询中心）            | 报刊阅览室 （内设政府信息公开查询中心）            |
| 二层   | 信息技术服务部                                     | 馆长、书记办公室                                   | 馆长、书记办公室                                   |
| 一层   | 采编部                                             | 外借室（设服务台）                                 | 电子阅览室                                         |
| 大门旁 | 音像资料借阅室                                     |                                                    |                                                    |
| 其他   | 廉政文化学习基地、残疾人读书基地、24小时自助图书馆 | 廉政文化学习基地、残疾人读书基地、24小时自助图书馆 | 廉政文化学习基地、残疾人读书基地、24小时自助图书馆 |

### 玉环新城新馆
玉环市图书馆玉环新城新馆位于玉环湖畔的玉环经济开发区（玉环新城）。建筑面积近10500平方米，为地下一层，地上两层的框剪式结构，共分为三个场馆。该工程总投资近5800万元。2018年7月，新馆完成主体工程的结顶工作。

## 馆藏
玉环市图书馆藏有800余种、1800余册玉环地方文献，如《玉环县志》、《玉环文史资料》、《玉环年鉴》等，这些资料有助于对玉环地方的研究。2002年，图书馆开放“浙江省公共图书馆馆际通阅互借业务”。
2016年，玉环市图书馆新增图书7万多册；截止2016年年底，玉环市图书馆总藏书量超过30万册。
| 统计时间 | 总藏书量   | 备注                      |
| -------- | ---------- | ------------------------- |
| 1953年底 | 1.3万多册  | 另有6种报纸和8类杂志      |
| 1966年底 | 3万册      | 文化大革命期间损失1万多册 |
| 1986年底 | 3.32万册   | 另有87种报纸和172种杂志   |
| 2016年   | 超过30万册 |                           |

## 馆务

### 馆务概况
2016年，全馆借还书次数均超过26万册次，图书流通超过50万册次，与2015年相比提升了8.6%。2017年财务决算为2187.46万元。目前，玉环市图书馆隶属于玉环市文化广电新闻出版局，共有工作人员19人。

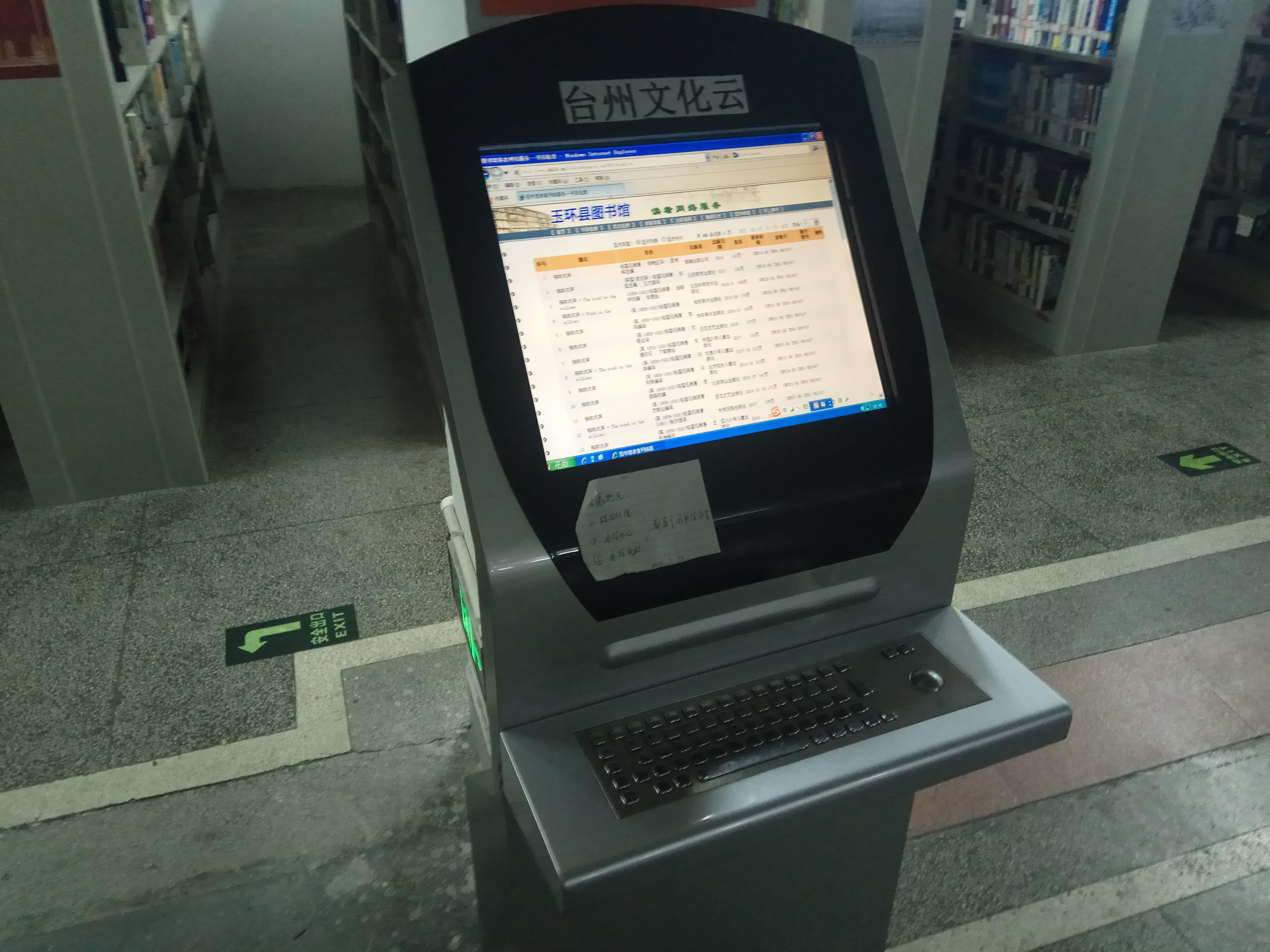
玉环市图书馆内的一台图书自助查询机。

### 数字服务
玉环市图书馆开通了网络读者服务平台，读者可借助此平台进行在线书目检索、图书借阅、借阅历史查询等。玉环市图书馆还建立了读者交流QQ群和新浪微博官方账号，工作人员可以通过这些平台发布玉环市图书馆的相关信息，并进行答疑。
2012年11月，图书馆开通了博看人文社科期刊数据库服务。2014年起，开始进行功能提升，具体措施包括将旧借阅室改为3D电影放映室、采购3D打印机、购置3D绘本等。目前，馆内借阅等服务已实现自动化管理。

### 各类活动
玉环市图书馆共进行了15次送书下乡活动，累计送书7612册。2015年5月，玉环市图书馆亲子活动室正式对外开放，玉环市图书馆联合玉环市妇联推出了“悦悦”亲子公益课，邀请少儿专家前来讲课。2016年9月，“与精灵共舞，爱绿色台州”摄影展之《小翠的故事》在图书馆一楼展出，持续到10月18日，展示了各种关于青鸟的摄影作品。2017年春节前后，图书馆还开展了以“悦新春·阅生活”为主题的元旦、春节系列活动，包括亲子互动游戏、影视文化沙龙、迎新春剪纸艺术讲座、填字游戏、展览等。2018年7月15日，位于玉环市图书馆的“阅声”朗读亭正式启用，占地约1平方米，外形类似电话亭。进入朗读亭后，扫二维码即可进行朗读。

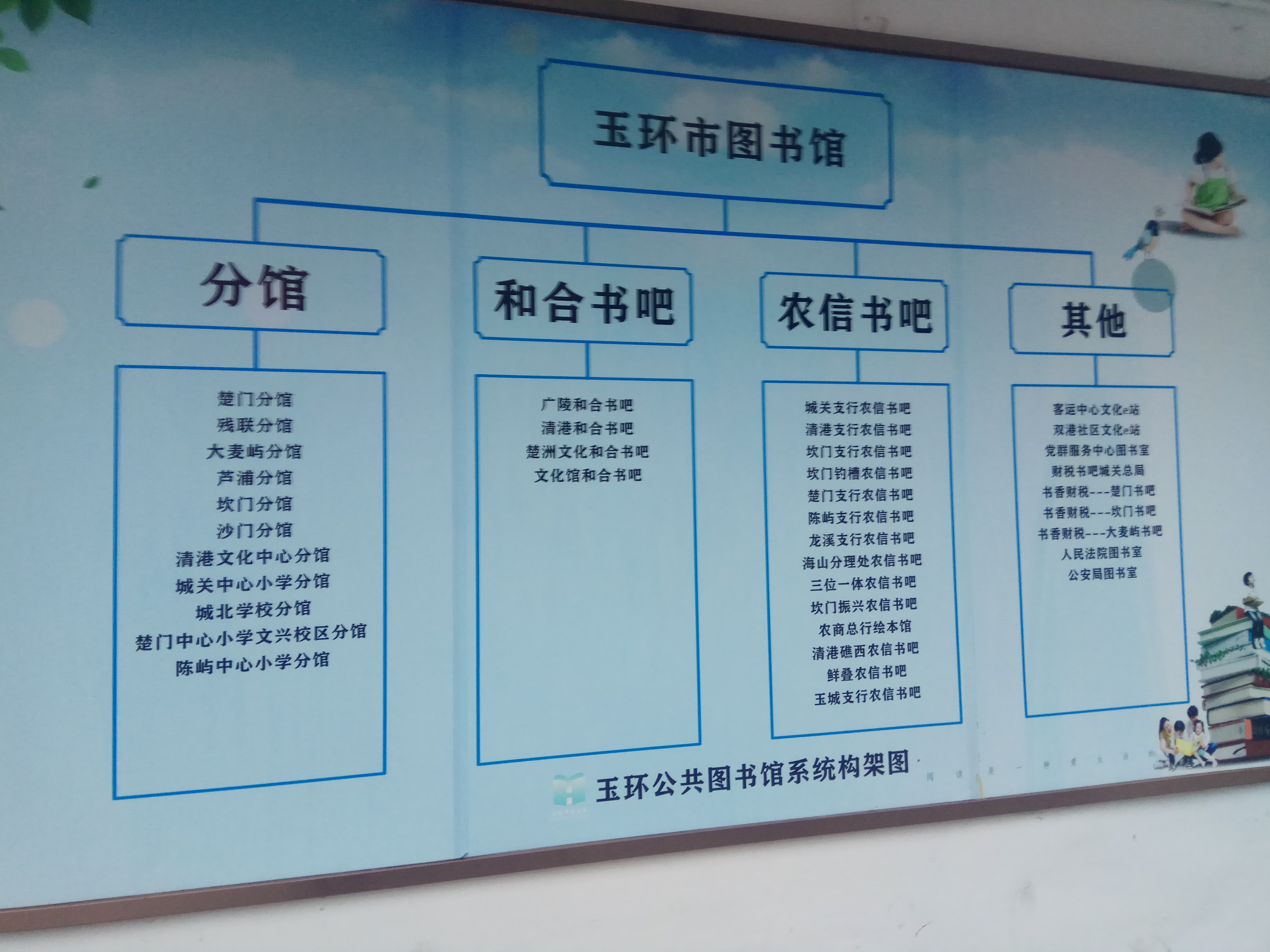
玉环公共图书馆系统架构图。

## 分馆
2012年11月5日，由楚门镇政府和玉环县文广新局（现玉环市文化广电新闻出版局）合作建设的玉环市首家乡镇图书馆分馆——楚门图书馆正式对外开馆。楚门图书馆位于楚门镇文玲书院二楼，藏书1万册，分为图书借阅区、24小时图书自助借还区以及少儿数字浏览区三个部分，总面积约300平方米，与玉环市图书馆实行统一规范管理，并共享图书及各类数字资源。目前，玉环市图书馆已在清港镇、楚门镇、沙门镇、大麦屿街道、坎门街道等玉环市辖区设立了分馆。2017年8月31日，在玉环市城关中心小学开设分馆，该馆成为玉环市首家图书馆学校分馆；2018年5月30日，位于玉环市公安局的公安分馆正式成立。截至2019年12月，玉环市已建成乡镇图书分馆8家、和合书吧9家、学校分馆4家。

## 图集

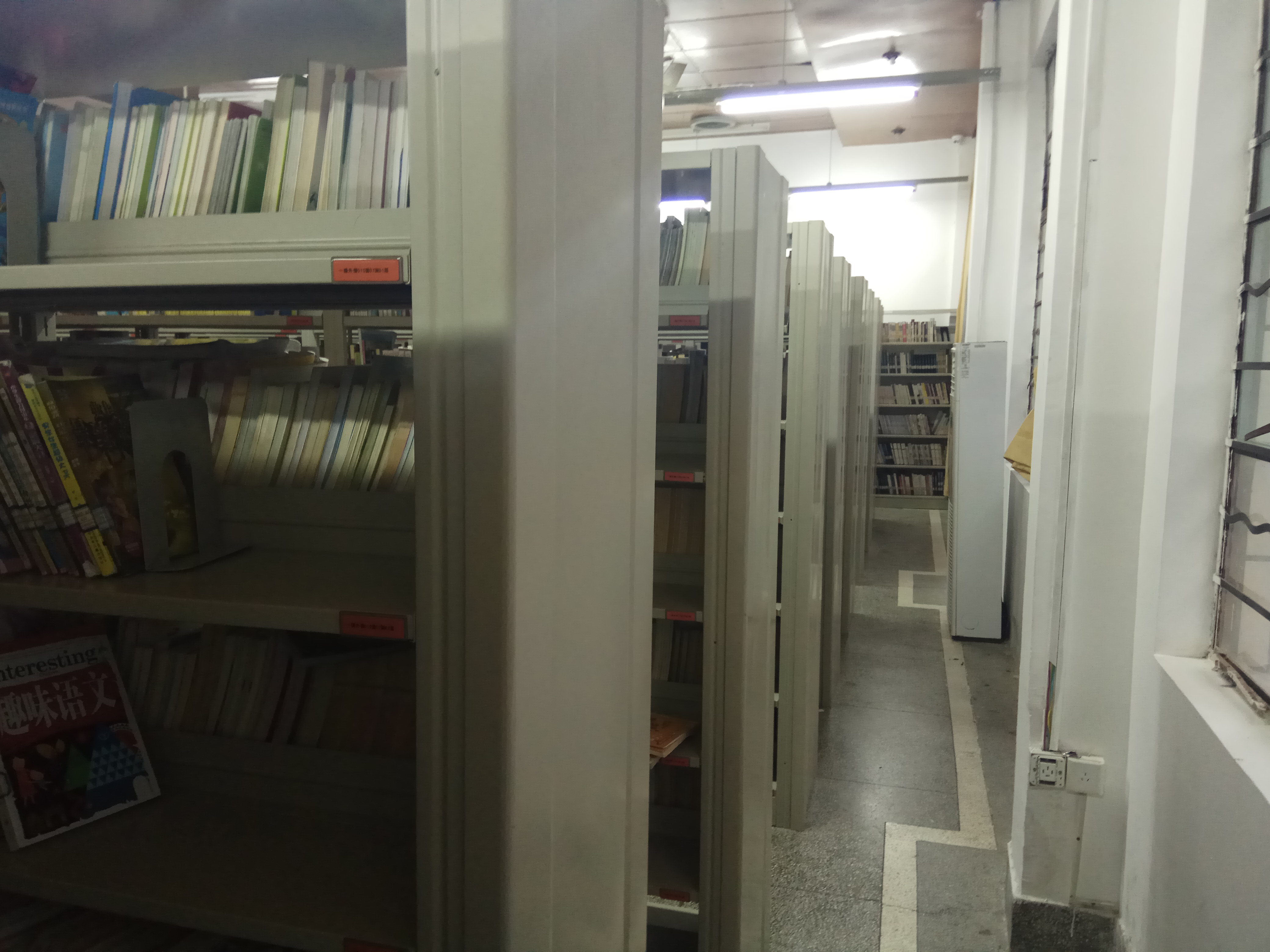
玉环市图书馆一角。
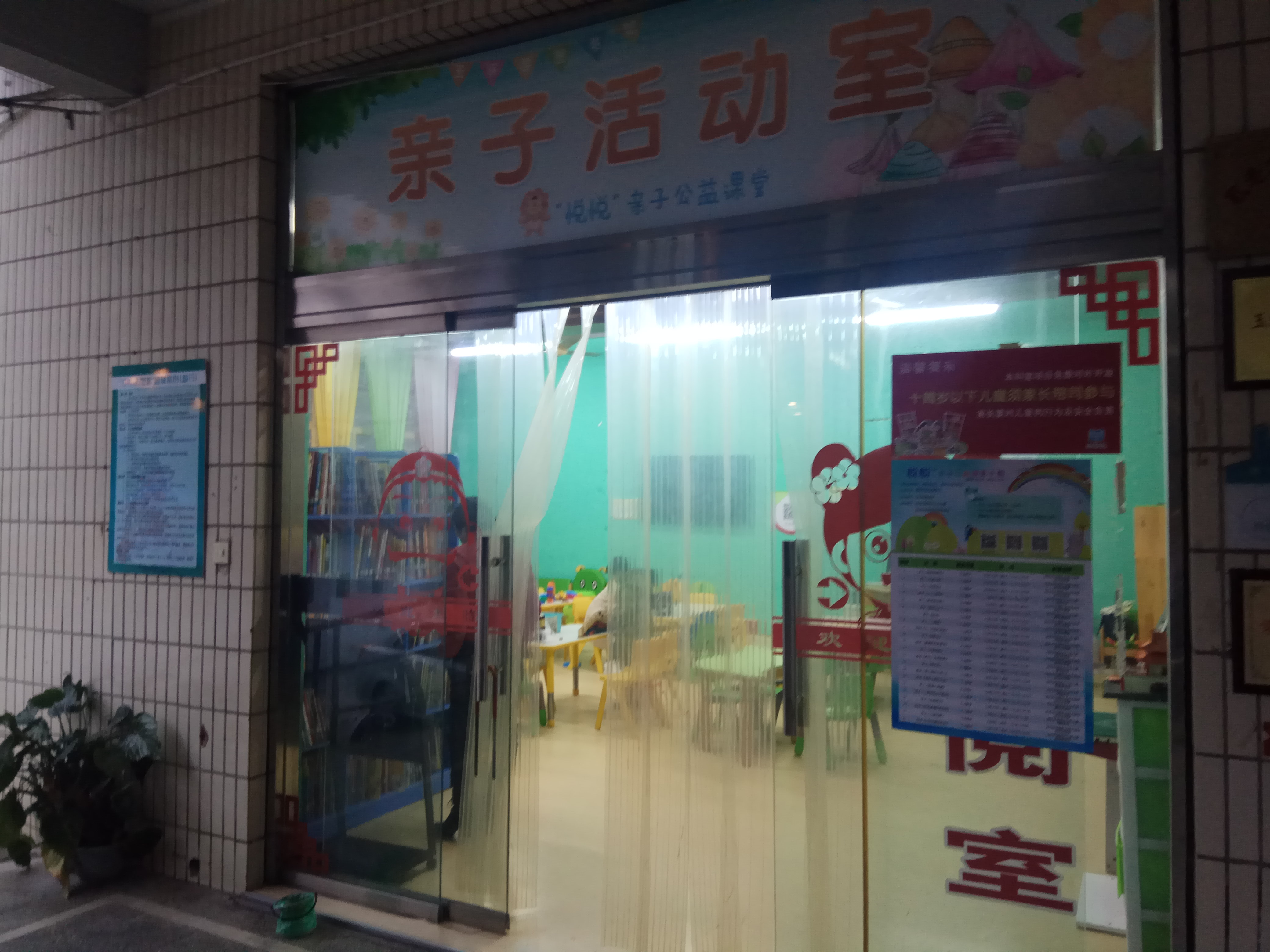
玉环市图书馆一层的亲子活动室。
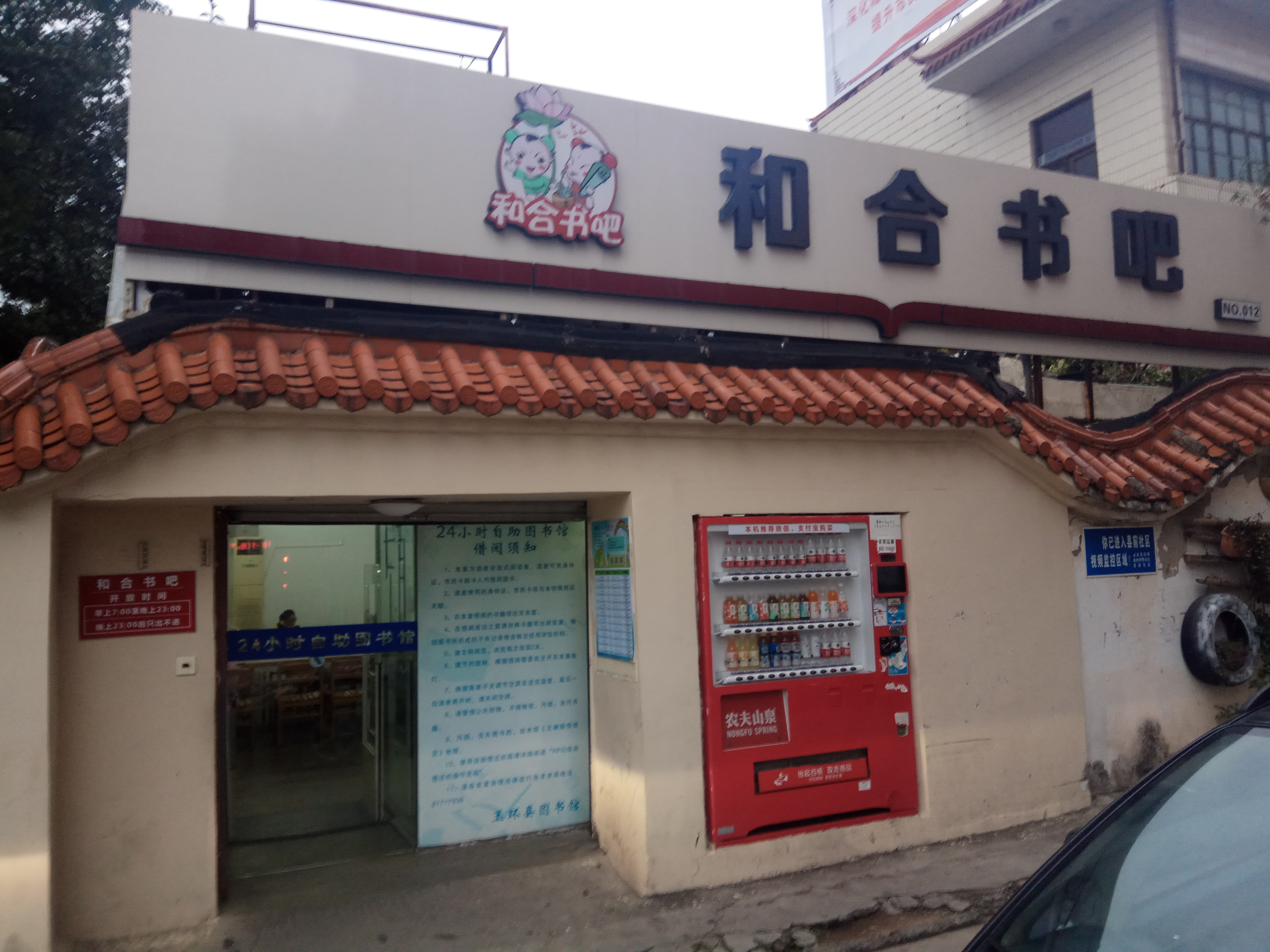
玉环市图书馆旁的广陵和合书吧（24小时自助图书馆）
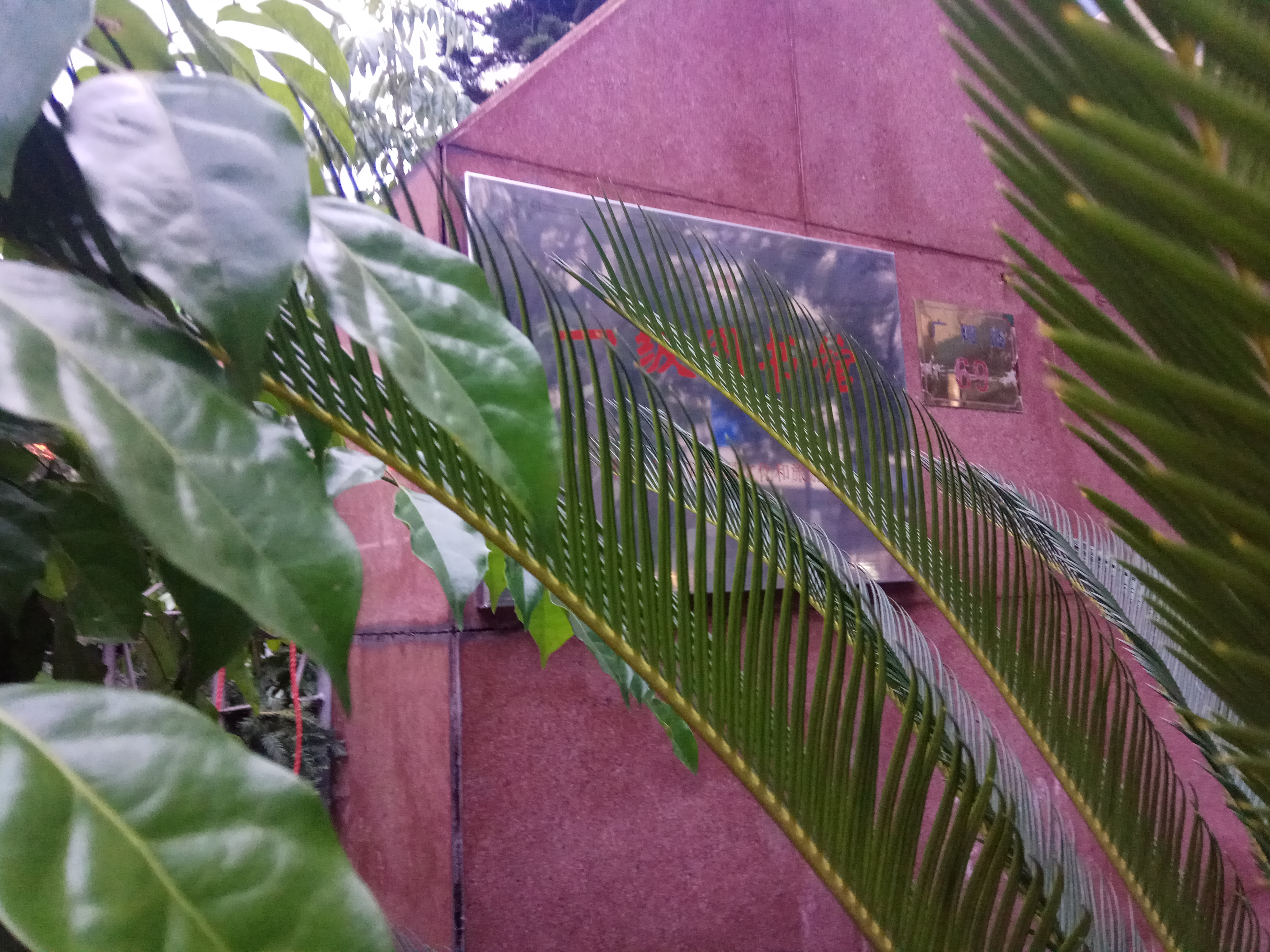
玉环市图书馆外的国家一级图书馆荣誉牌。